# Gouvernement Ousmane Issoufi Maïga
République du Mali
ag Hamani M. Sidibé I
Le 2 mai 2004, le Président de la république Amadou Toumani Touré, sur proposition du Premier ministre Ousmane Issoufi Maïga, a nommé les membres du gouvernement.
- Premier ministre : Ousmane Issoufi Maïga
- Ministre de l'Environnement et de l'assainissement : Nancoman Keïta - démissionnaire le 3 mai 2007, remplacé par Natié Pléa[2]
- Ministre du Plan et de l'aménagement du territoire : Marimatia Diarra
- Ministre de l'Elevage et de la pêche : Oumar Ibrahima Touré
- Ministre de l'Artisanat et du tourisme : N’Diaye Bah
- Ministre de l'Education nationale : Mamadou Lamine Traoré
- Ministre de l'Industrie et du commerce : Choguel Kokalla Maïga
- Ministre de l'Administration territoriale et des collectivités locales : général Kafougouna Koné
- Ministre des Affaires étrangères et de la coopération internationale : Moctar Ouane
- Ministre des Maliens de l'extérieur et de l'intégration africaine : Oumar Hamadoun Diko
- Ministre de l'Agriculture : Seydou Traoré
- Ministre de la Communication et des nouvelles technologies de l'information : Gaoussou Drabo
- Ministre des Mines, de l'énergie et de l'eau : Hamed Diane Séméga
- Ministre de la Culture: Cheick Oumar Sissoko
- Ministre du Développement social, de la solidarité, et des personnes âgées : Djibril Tangara
- Ministre de l'Économie et des finances : Abou-Bacar Traoré
- Ministre de la Fonction publique, de la réforme de l'État et des relations avec les institutions : Badi Ould Ganfoud
- Ministre de l'Emploi et de la formation professionnelle: Mme Diallo M'Bodji Sène - remplacée le 20 juin 2005 par Ba Hawa Keïta
- Ministre de la Promotion des investissements et des petites et moyennes entreprises, porte-parole du gouvernement : Ousmane Thiam
- Ministre de la Promotion de la femme, de l'enfant et de la famille : Mme Berthé Aïssata Bengaly
- Ministre de la Défense et des anciens combattants : Mamadou Clazié Cissouma
- Ministre de la Justice, Garde des sceaux : Me Fanta Sylla
- Ministre des Domaines de l'État et des affaires foncières : Mme Soumaré Aminata Sidibé
- Ministre de la Santé : Mme Maïga Zeinab Mint Youba
- Ministre de l'Equipement et des Transports : Abdoulaye Koïta
- Ministre de la Sécurité intérieure et de la protection civile : colonel Sadio Gassama
- Ministre de la Jeunesse et des sports : Moussa Balla Diakité
- Ministre de l'Habitat et de l'Urbanisme : Modibo Sylla

## Démission du gouvernement
Le 27 septembre 2007,  Ousmane Issoufi Maïga a présenté sa démission et celle de son gouvernement.